# Kambodża na Letnich Igrzyskach Olimpijskich 2016
Kambodżę na Letnich Igrzyskach Olimpijskich 2016 w Rio de Janeiro, reprezentowało sześciu zawodników. Był to 9. start reprezentacji Kambodży na letnich igrzyskach olimpijskich.

## Skład reprezentacji

### Lekkoatletyka
Konkurencje biegowe
| Zawodnik     | Konkurencja      | Finał    | Finał   |
| Zawodnik     | Konkurencja      | Rezultat | Pozycja |
| ------------ | ---------------- | -------- | ------- |
| Neko Hiroshi | Maraton mężczyzn | 2:45:55  | 139.    |
| Nary Ly      | Maraton kobiet   | 3:20:20  | 133.    |

### Pływanie
| Zawodnik        | Konkurencja                 | Eliminacje | Eliminacje | Półfinał | Półfinał | Finał | Finał   |
| Zawodnik        | Konkurencja                 | Czas       | Miejsce    | Czas     | Miejsce  | Czas  | Miejsce |
| --------------- | --------------------------- | ---------- | ---------- | -------- | -------- | ----- | ------- |
| Pou Sovijja     | 100 m st. dowolnym mężczyzn | 54,55      | 57.        | NQ       | NQ       | NQ    | NQ      |
| Hem Thon Vitiny | 50 m st. dowolnym kobiet    | 29,37      | 66.        | NQ       | NQ       | NQ    | NQ      |

### Taekwondo
| Zawodnik     | Konkurencja   | 1/8              | Ćwierćfinał      | Półfinał         | Repesaż 1        | Repesaż 2        | Finał            | Finał   |
| Zawodnik     | Konkurencja   | Przeciwnik Wynik | Przeciwnik Wynik | Przeciwnik Wynik | Przeciwnik Wynik | Przeciwnik Wynik | Przeciwnik Wynik | Pozycja |
| ------------ | ------------- | ---------------- | ---------------- | ---------------- | ---------------- | ---------------- | ---------------- | ------- |
| Sorn Seavmey | +67 kg kobiet | Oogink P 1 - 7   | NQ               | NQ               | NQ               | NQ               | NQ               | NQ      |

### Zapasy
Styl wolny
| Zawodnik      | Konkurencja   | Kwalifikacje     | 1/8              | Ćwierćfinał      | Półfinał         | Repesaż 1        | Repesaż 2        | Finał            | Finał   |
| Zawodnik      | Konkurencja   | Przeciwnik Wynik | Przeciwnik Wynik | Przeciwnik Wynik | Przeciwnik Wynik | Przeciwnik Wynik | Przeciwnik Wynik | Przeciwnik Wynik | Pozycja |
| ------------- | ------------- | ---------------- | ---------------- | ---------------- | ---------------- | ---------------- | ---------------- | ---------------- | ------- |
| Chov Sotheara | -48 kg kobiet | Bye              | Castillo P 0 - 4 | NQ               | NQ               | NQ               | NQ               | NQ               | 16.     |